# Khamma
Khamma è una leggenda danzata in tre scene con musica di Claude Debussy che il compositore scrisse fra il 1911 e il 1912 senza però terminarla; l'orchestrazione fu in seguito portata a compimento da Charles Koechlin.

## Storia
Alla fine del mese di settembre 1910 Debussy ricevette la commissione per un balletto dalla danzatrice canadese Maud Allan; il 30 dello stesso mese il musicista firmò il contratto ricevendo un anticipo di diecimila franchi. La partitura doveva essere terminata entro febbraio 1911 e il musicista avrebbe ricevuto così il saldo di altri diecimila franchi. Il soggetto, basato su una leggenda dell'antico Egitto, era stato scritto dalla stessa Maud Allan in collaborazione con un suo ammiratore, lo scrittore inglese William Leonard Courtney.
Debussy iniziò a lavorare alla partitura, ma contemporaneamente aveva preso accordi anche con Gabriele D'Annunzio per Le martyre de Saint Sébastien, lavoro che avrebbe dovuto consegnare per l'aprile 1912. La composizione di Khamma andò quindi a rilento e quando finalmente a gennaio Debussy presentò alla danzatrice una partitura per pianoforte della durata di soli 20 minuti, la Allan fece le sue rimostranze lamentandosi che il balletto avrebbe dovuto essere di 40 minuti e prevedere almeno sei danze diverse. Il musicista si rifiutò di allungare e modificare il suo lavoro e si irritò non poco per l'atteggiamento presuntuoso della ballerina che "voleva dargli lezioni di estetica", definendola detestabile e volgare.
Poiché Debussy non volle in alcun modo aggiungere una sola nota a quanto già scritto e avendo orchestrato solo una prima parte del balletto, il suo editore Jacques Durand incaricò Charles Koechlin, musicista che era stato allievo di Gabriel Fauré,  di terminare il lavoro. Koechlin operò con assoluto rispetto sul materiale di Debussy e ottenne alla fine un lavoro elegante e di buon effetto. L'opera venne eseguita per la prima volta in forma di concerto sei anni dopo la morte dell'autore, il 15 novembre 1924 ai Concerts Colonne a Parigi con la direzione di Gabriel Pierné. Il balletto vero e proprio venne realizzato soltanto il 26 marzo 1947 al Théâtre national de l'Opéra-Comique.

## Argomento e struttura
William Courtney scrisse con Maud Allan l'argomento del balletto che doveva inizialmente chiamarsi Isis. Sembra che lo scrittore avesse tratto ispirazione da un racconto egizio scoperto su di una stele trovata da Jean-François Champollion in un tempio dell'antica Tebe; la leggenda fu poi riscritta da Gaston Maspero ne Les contes populaires de l'Égypte ancienne nel 1889.
Protagonista è una giovane danzatrice, Khamma, che vive in una città dell'antico Egitto posta sotto assedio. Il gran sacerdote, dopo aver invocato invano l'intervento degli dei, invita la giovane a danzare davanti alla statua di Amon-Ra allo scopo di ottenere un aiuto per la salvezza della città. Khamma esegue tre danze, alla fine dell'ultima ella vede che la statua del dio muove le braccia verso di lei; la danzatrice inizia ancora a ballare per la quarta volta ma, a un improvviso lampo di luce, cade per terra morta. I difensori della città, vittoriosi sul nemico, la trovano senza vita e la compiangono.
Singolare è l'analogia con La sagra della primavera che Stravinskij scrisse esattamente nello stesso periodo sulla storia di una giovane, vittima predestinata, che danza fino a soccombere.
Il balletto dura venti minuti ed è diviso in tre parti:
- Première danse (sarabande), grave et lent, in Si bemolle minore
- Deuxième danse, assez animé, in Fa minore
- Troisième danse, très lent, in Fa diesis maggiore

## Analisi
Nonostante non amasse il soggetto di Khamma e gli screzi avuti con Maud Allan, Debussy lavorò seriamente alla composizione, riuscendo a realizzare un breve balletto drammatico caratterizzato da una particolare e insolita struttura armonica in cui è evidente l'influsso di Stravinskij e del suo Petruška.
Il balletto inizia con motivi cromatici e il suono delle trombe, con una sorta di fanfara, ricorda subito la condizione di guerra e di assalto alla città della vicenda. La prima danza di Khamma è costruita su di un motivo di lenta sarabanda, variata ritmicamente e sottolineata ancora dal suono delle trombe. La seconda è molto più animata, fuggevole e, come indica l'autore in partitura, "leggera e timorosa". La terza danza riprende un movimento molto lento ed è caratterizzata da sonorità sensuali, rispecchiando in tal modo le movenze sinuose della danzatrice che tenta in ogni maniera di avere un segnale dalla statua del dio. L'ultima danza, appena accennata, dura quel poco che porta, con una musica più intensa e concitata, all'abbandono e alla morte della giovane ballerina.

## Organico
Quattro flauti, quattro oboi, quattro clarinetti, quattro fagotti, quattro corni, tre trombe, tre tromboni, basso tuba, timpani, percussioni, celesta, pianoforte, due arpe, archi.